# Bensenville
Bensenville is een plaats (village) in de Amerikaanse staat Illinois, en valt bestuurlijk gezien onder Cook County en DuPage County.

## Demografie
Bij de volkstelling in 2000 werd het aantal inwoners vastgesteld op 20.703.
In 2006 is het aantal inwoners door het United States Census Bureau geschat op 20.477, een daling van 226 (-1,1%).

## Geografie
Volgens het United States Census Bureau beslaat de plaats een oppervlakte van
15,6 km², geheel bestaande uit land.

## Plaatsen in de nabije omgeving
De onderstaande figuur toont nabijgelegen plaatsen in een straal van 8 km rond Bensenville.